# Callosphingia
Callosphingia é um gênero de mariposa pertencente à família Bombycidae.